# Fougères-sur-Bièvre
Fougères-sur-Bièvre là một xã thuộc tỉnh Loir-et-Cher trong vùng Centre-Val de Loire miền trung nước Pháp.